# Galina Pavlovna Višnevskaja

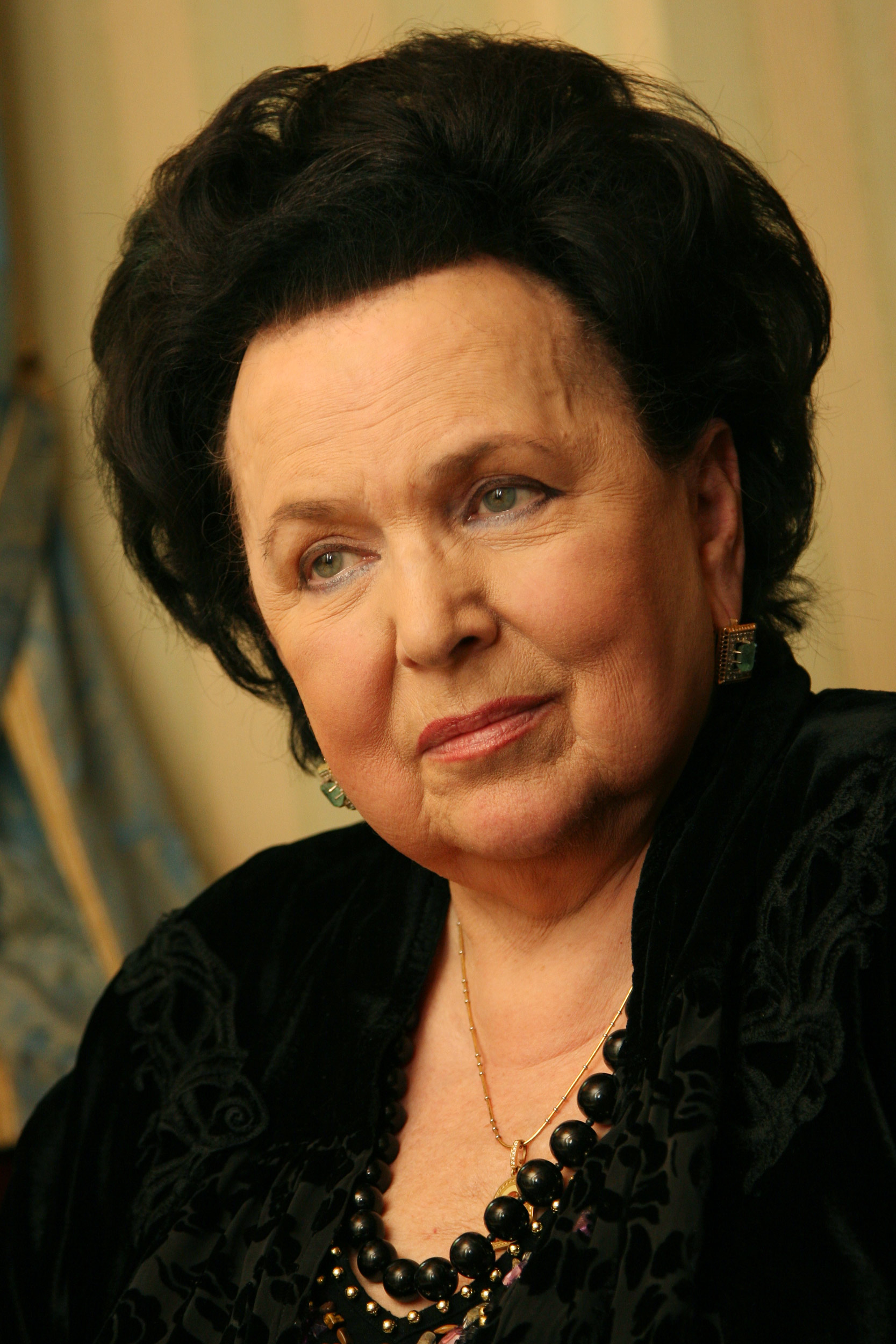
Galina Višnevskaja (2008)

Galina Pavlovna Višnevskaja, in russo Галина Павловна Вишневская?, talvolta trascritto in inglese come Galina Pavlovna Vishnevskaya (Leningrado, 25 ottobre 1926 – Mosca, 11 dicembre 2012), è stata un soprano russo.

## Biografia
Nacque a San Pietroburgo e, dopo aver studiato canto al conservatorio di quella città, debuttò nel 1944 cantando un'operetta. Dopo un anno di studio con Vera Nikolaeva nel 1952 vinse un concorso indetto dal Teatro Bol'šoj, cantando l'aria O, ne grusti di Rachmaninov e O patria mia da Aida. Negli anni successivi divenne un membro del Bol'šoj.
Nel 1961 debuttò al Metropolitan Opera House di New York in Aida e negli anni successivi cantò nello stesso ruolo al Covent Garden di Londra. Al 1964 risale il debutto al Teatro alla Scala di Milano come Liù in Turandot, accanto a Birgit Nilsson e Franco Corelli. Oltre a questi ruoli e a quelli del repertorio operistico russo, interpretò anche Violetta, Tosca, Cio-Cio-san, Leonore, Cherubino.
Sposatasi nel 1955 con Mstislav Rostropovič, si esibì spesso accompagnata da marito al pianoforte. Entrambi furono amici di Dmitrij Šostakovič e dopo aver lasciato l'Unione Sovietica nel 1974 per trasferirsi negli Stati Uniti, nel 1978 interpretarono assieme una incisione della EMI della sua opera Lady Macbeth del distretto di Mcensk.
Nel 1984 pubblicò un libro di memorie intitolato Galina: A Russian Story e nel 2002 inaugurò un suo teatro d'opera a Mosca. Nel 2007 fu protagonista del film Alexandra di Aleksandr Sokurov, presentato in concorso al 60º Festival di Cannes.
Tra le incisioni discografiche, Tosca (1976) e La dama di picche (1977), entrambe dirette dal marito, per la Deutsche Grammophon.
Morì l'11 dicembre 2012 a Mosca. La cerimonia d'addio si tenne 12 dicembre presso il Teatro dell'Opera e le esequie furono celebrate il 13 dicembre presso la Cattedrale di Cristo Salvatore. È sepolta nel Cimitero di Novodevičij.

## Repertorio
| Ruolo              | Titolo                               | Autore           |
| ------------------ | ------------------------------------ | ---------------- |
| Leonora            | Fidelio                              | Beethoven        |
| Tat'jana           | Eugenio Onegin                       | Čajkovskij       |
| Lisa               | La dama di picche                    | Čajkovskij       |
| Iolanta            | Iolanta                              | Čajkovskij       |
| Cherubino          | Le nozze di Figaro                   | Mozart           |
| Marina             | Boris Godunov                        | Musorgskij       |
| Nataša             | Guerra e pace                        | Prokof'ev        |
| Floria Tosca       | Tosca                                | Puccini          |
| Cio-Cio-San        | Madama Butterfly                     | Puccini          |
| Liù                | Turandot                             | Puccini          |
| Marfa              | La fidanzata dello zar               | Rimskij-Korsakov |
| Kupava             | Sneguročka                           | Rimskij-Korsakov |
| Katerina Ismailova | Lady Macbeth del distretto di Mcensk | Šostakovič       |
| Sofia              | Semën Kotko                          | Šostakovič       |
| Lady Macbeth       | Macbeth                              | Verdi            |
| Violetta Valéry    | La traviata                          | Verdi            |
| Aida               | Aida                                 | Verdi            |

## Discografia parziale
- Mussorgsky, Boris Godunov - Karajan/Ghiaurov/Vishnevskaya, 1970 Decca
- Rachmaninov, Glinka: Lieder, Songs, Chants - Galina Vishnevskaya & Mstislav Rostropovich, Deutsche Grammophon
- Shostakovich, Lady Macbeth of Mtsensk - Dimiter Petkov/Galina Vishnevskaya/London Philharmonic Orchestra/Mstislav Rostropovich/Nicolai Gedda, 1979 EMI Great Recordings of the Century
- Vishnevskaya in Recital - Galina Vishnevskaya/London Philharmonic Orchestra/Mstislav Rostropovich, EMI Great Recordings of the Century